# Kenichi Kuboya
Kenichi Kuboya (久保谷 健一, Kuboya Kenichi; Hadano, 11 maart 1972) is een Japanse beroepsgolfer.
Kuboya studeerde aan de Meiji-universiteit. In 1995 werd Kuboya beroepsgolfer. In 2002 behaalde hij twee overwinningen, beide na play-off. Bij het PGA Kampioenschap versloeg hij Shingo Katayama, bij de KSB Cup versloeg hij Todd Hamilton en Yoshimitsu.
In 2002 ging hij naar de Amerikaanse Tourschool en haalde een tourkaart. In 2003 speelde hij vervolgens een seizoen op de PGA Tour, maar verloor zijn tourkaart. In 2002 en 2009 speelde hij het Brits Open en speelde alle 8 rondes. In 2011 kwalificeerde hij zich op de Ibaraki Country Club in Japan voor het US Open.

## Gewonnen

### Japanse Tour
- 1997: Fujisankei Classic (-5), Daikyo Open (-21)
- 2002: PGA Kampioenschap (-9), Munsingwear Open KSB Cup (-11)